# Bleptina clara
Bleptina clara là một loài bướm đêm trong họ Noctuidae.